# Chicago, Rock Island and Pacific Railroad
La Chicago, Rock Island and Pacific Railroad (CRI&P RW, a volte chiamata Chicago, Rock Island and Pacific Railway) (marchi di segnaletica CRIP, RI, ROCK) era una ferrovia di classe I negli Stati Uniti. Era anche conosciuta come Rock Island Line, o, nei suoi ultimi anni, The Rock.
Alla fine del 1970, gestiva 7 183 miglia di strada su 10 669 miglia di binari; nello stesso anno registrava 20 557 milioni di tonnellate di miglia di fatturato e 118 milioni di miglia passeggeri. (Questi totali possono includere o meno la ex Burlington-Rock Island Railroad.)
Il brano musicale "Rock Island Line", apparso sotto forma di spiritual alla fine degli anni 1920, registrato per la prima volta nel 1934, fu ispirato dalla ferrovia.

## Storia

### Fondazione
Il suo predecessore, la Rock Island and La Salle Railroad Company, fu fondata nell'Illinois il 27 febbraio 1847 e un atto costitutivo modificato fu approvato il 7 febbraio 1851, come Chicago and Rock Island Railroad. La costruzione iniziò il 1º ottobre 1851 a Chicago, e il primo treno fu operato il 10 ottobre 1852, tra Chicago e Joliet. La costruzione continuò attraverso La Salle, e Rock Island fu raggiunta il 22 febbraio 1854, diventando la prima ferrovia a collegare Chicago con il fiume Mississippi.
Nell'Iowa, i fondatori della C&RI crearono (il 5 febbraio 1853) la Mississippi and Missouri Railroad Company (M&M), per collegare Davenport a Council Bluffs, e il 20 novembre 1855, il primo treno ad operare nell'Iowa era uno a vapore da Davenport a Muscatine. Il ponte sul fiume Mississippi tra Rock Island e Davenport fu completato il 22 aprile 1856.
Nel 1857, Abraham Lincoln difese la Rock Island in un'importante causa relativa ai ponti sui fiumi navigabili. La causa era stata intentata dal proprietario di un vaporetto che era stato distrutto da un incendio dopo essersi scontrato con il ponte sul fiume Mississippi. Lincoln sosteneva che non solo era il vaporetto colpevole di aver urtato il ponte, ma che i ponti sui fiumi navigabili erano un vantaggio per il paese.
La M&M fu acquisita dalla C&RI il 9 luglio 1866, per formare la Chicago, Rock Island and Pacific Railroad Company. La ferrovia si espanse attraverso la costruzione e le acquisizioni nei decenni successivi.

### Territorio
La Rock Island si estendeva attraverso Arkansas, Colorado, Dakota del Sud, Illinois, Iowa, Kansas, Minnesota, Missouri, Nebraska, Nuovo Messico, Oklahoma e Texas. La portata più orientale del sistema era Chicago, e il sistema raggiunse anche Memphis, Tennessee, ad ovest, raggiunse Denver, Colorado e Santa Rosa, Nuovo Messico. La parte più a sud si trovava a Galveston, Texas, e a Eunice, Louisiana, mentre verso nord la Rock Island arrivava fino a Minneapolis, Minnesota.
Le linee principali erano da Minneapolis a Kansas City, Missouri, tramite Des Moines, Iowa; St. Louis, Missouri, Meta, Missouri, a Santa Rosa attraverso Kansas City; Herington, Kansas, a Galveston, Texas, attraverso Fort Worth, Texas, e Dallas, Texas; e Santa Rosa a Memphis. Il traffico più intenso era sulle linee Chicago-Rock Island e Rock Island-Muscatine.